# Ricardo Lapetra
Ricardo Lapetra Coarasa (Huesca, 15 agosto 1936 – Huesca, 4 aprile 2025) è stato un calciatore spagnolo, di ruolo centrocampista.

## Biografia
Era il fratello di Carlos Lapetra, uno dei giocatori più importanti della storia del Real Saragozza.

## Carriera
Mentre viveva a Madrid insieme al fratello Carlos, con il quale frequentava la facoltà di legge, fu notato dal Real Saragozza. I due giocavano nel Guadalajara in Tercera División. Nel 1959, dunque, si trasferì insieme a suo fratello nel club aragonese.
Trovando poco spazio nel Real Saragozza, nel 1963 Ricardo si trasferì al Córdoba, dove visse una stagione da protagonista, con venti presenze. Nella stagione 1964-1965 giocò al Real Oviedo, con il club asturiano, tuttavia, collezionò soltanto cinque presenze in campionato. Successivamente si trasferì all'Hércules in Segunda División. Con il club di Alicante, Lapetra vinse la Segunda División 1965-1966 e poi giocò nella Liga nell'anno successivo. Si ritirò nel 1967.
Dopo il ritiro, fu dirigente dell'Huesca, squadra della sua città natale, in due diverse fasi, prima durante la presidenza di Joaquín Sarvisé, tra il 1976 e il 1980, e poi di José María Mur a metà degli anni'80.

## Palmarès

### Club

#### Competizioni nazionali
- Segunda División spagnola: 1

Hércules: 1965-1966